# نورشوپینگ
شهر نورشوپینگ (به سوئدی: Norrköping) در ناحیه شهری نورشوپینگ در کشور سوئد واقع شده‌است. جمعیت این شهر 87242  نفر است.